# دانيال غراهام
دانيال غراهام (بالإنجليزية: Daniel Graham)‏ هو لاعب كرة قدم أمريكية أمريكي، ولد في 16 نوفمبر 1978 في توررانسي في الولايات المتحدة.

## وصلات خارجية
- دانيال غراهام على موقع مرجع كرة القدم المحترفة.كوم (الإنجليزية)